# Cyclonic Steel
Cyclonic Steel è il secondo album in studio del musicista statunitense KJ Sawka, pubblicato il 22 maggio 2007 dalla Wax Orchard.

## Tracce
Testi e musiche di Kevin Sawka, eccetto dove indicato.
1. Brotherhood of the Drum – 6:32 (Kevin Sawka, Blake Lewis)
2. Cosmos (Craze Mix) – 4:24 (Kevin Sawka, Christa Wells, Kent Halvorsen)
3. Montreal – 7:25
4. Globalize This – 6:00
5. Move On – 8:05 (Kevin Sawka, Blake Lewis)
6. WTO – 6:02 (Kevin Sawka, Blake Lewis, Kent Halvorsen)
7. Glitch Funk – 6:27
8. Cotton Club – 6:03
9. Battle at Victory – 3:19
10. Get It On – 6:48
11. Press Machine – 6:35
12. Click Pop – 5:29

DVD bonus nella versione DualDisc
1. Montreal
2. Cosmos
3. Live at Nectar (Seattle, WA)
4. Brotherhood of the Drum
5. Battle at Victory
6. Simple Functionality

## Formazione
- Kevin Sawka – batteria, programmazione, tastiera, basso (eccetto tracce 2, 5 e 6), arrangiamenti

Altri musicisti
- Bshorty – voce (tracce 1, 5, 6, 7), tastiera (traccia 5)
- Christa Wells – voce (traccia 2)
- Kent Halvorsen – basso (tracce 2, 5, 6), tastiera (traccia 5), skank (traccia 6)

Produzione
- Kevin Sawka – produzione, registrazione, missaggio
- Ryan Foster – mastering